# Herrenvolk-demokrati
Herrenvolk-demokrati är en regeringsform med val där endast en specifik etnisk grupp har rösträtt och rätt att kandidera, medan andra grupper är befriade från rösträtt. Herrenvolk-demokrati är en undertyp av etnokrati, som hänvisar till varje regeringsform där en etnisk grupp dominerar staten, med eller utan val. Den tyska termen Herrenvolk, som betyder "härskarras", användes i 1800-talets diskurs som motiverade kolonialism med européernas förmodade rasöverlägsenhet.

## Egenskaper
Denna elitistiska regeringsform används vanligtvis av en etnisk grupp för att behålla kontroll och makt inom systemet. Det åtföljs ofta av en falsk föreställning om jämlikhet. När människor från den dominerande etniska gruppen får frihet och jämlikhetsprinciper förs fram, förtrycks andra etniska grupper och hindras från att vara involverade i regeringen. Denna princip kan ses i utvecklingen av både USA (särskilt sydstaterna) och Sydafrika under 1800- och 1900-talen. I dessa historiska scenarier, även när lagstiftningen rörde sig mot allmän manlig rösträtt och senare mot allmän rösträtt för vita människor, förankrade den också ytterligare restriktioner för svarta människors politiska deltagande och upprätthöll deras fråntagande av rösträtt. Sydrhodesia och senare Rhodesia begränsade rösträtten genom kvalifikationer som inkomst och läskunnighet, vilket i praktiken begränsade rösträtten till den vita befolkningen.
Termen användes första gången 1967 av Pierre van Den Berghe i hans bok Race and Racism. I sin bok The Wages of Whiteness från 1991 omtolkar historikern David R. Roediger denna regeringsform i samband med 1800-talets USA, med argumentet att termen "Herrenvolk republikanism" mer exakt beskriver raspolitik vid denna tid. Grunden för Herrenvolks republikanism gick utöver marginaliseringen av svarta människor till förmån för en republikansk regering som tjänade "härskarrasen"; den hävdade att "svarthet" var synonymt med beroende och servilitet och var därför motsats till republikansk självständighet och vit frihet. Följaktligen använde den beroende vita arbetaren vid denna tid sin vithet för att skilja sig från och höja sig över den beroende svarta arbetaren eller förslavade personen. Enligt denna ideologi var svarta människor inte bara "icke-medborgare"; de var "anti-medborgare" som till sin natur motsatte sig idealen om en republikansk regering.